# Hannspeter Hellbeck
Hannspeter Hellbeck (* 17. August 1927 in Witten) ist ein ehemaliger deutscher Diplomat, der unter anderem von 1987 bis 1992 Botschafter in der Volksrepublik China war.

## Leben
Hannspeter Hellbeck begann nach dem Schulbesuch in Berlin und dem Abitur in Tübingen 1947 ein Studium der Rechtswissenschaften an der Eberhard Karls Universität Tübingen und legte 1951 das Erste Juristische Staatsexamen ab. Nachdem er von 1951 bis 1955 sein Rechtsreferendariat absolviert hatte, legte er 1955 in Stuttgart das Zweite Juristische Staatsexamen ab. 1956 trat er in den Auswärtigen Dienst ein und war einer der ersten, die in den 1950er Jahren im Auswärtigen Amt einen Chinesisch-Sprachkurs absolvierten. 1958 fand er seine erste Auslandsverwendung am Generalkonsulat in Hongkong und war zuletzt mit der Amtsbezeichnung Generalkonsul Vertreter des Generalkonsuls und stellvertretender Leiter des Generalkonsulats Hongkong. Nach seiner Rückkehr wurde er im Auswärtigen Amt als Vortragender Legationsrat Erster Klasse am 1. August 1972 zunächst Leiter des Referats Südasien und Ostasien und am 1. Oktober 1977 Leiter des Referats Ostasien.
1977 wurde er Gesandter an der Botschaft Paris/Frankreich. 1980 wurde er ins Bundeskanzleramt abgeordnet und war daraufhin bis 1986 stellvertretender Leiter der Ständigen Vertretungen der Bundesrepublik Deutschland in der Deutschen Demokratischen Republik, die während dieser Zeit von Günter Gaus (1974 bis 1981), Klaus Bölling (1981 bis 1982) und schließlich Hans Otto Bräutigam (1982 bis 1989) geleitet wurde.
1986 kehrte Hellbeck ins Auswärtige Amt zurück und war dort bis 1987 stellvertretender Leiter der Rechtsabteilung. Im April 1987 erfolgte seine Ernennung zum Botschafter in der Volksrepublik China, wo er als Nachfolger von Per Fischer akkreditiert wurde. Er verblieb auf diesem Posten bis zu seinem Eintritt in den Ruhestand 1992 und wurde daraufhin von Armin Freitag, der bis dahin Botschafter im Iran gewesen war, abgelöst. In seine Dienstzeit in Peking fiel das Tian’anmen-Massaker am 3./4. Juni 1989. Dabei sah sich die Botschaft in Peking nicht aufgerufen, hinsichtlich einer großzügigeren Auslegung des Asylrechts für Chinesen in der Bundesrepublik initiativ zu werden. Der in solchen Fällen übliche Weg, dass die Botschaft berichtet und die Frage mit den für Asylfragen zuständigen Ministerien der Bundesländer aufgenommen wird, wurde nicht beschritten.
Er engagierte sich als Mitglied für die Deutsche China-Gesellschaft und sprach sich gegen einen Boykott der Olympischen Sommerspiele 2008 in Peking aus.

## Weblink
- Hannspeter Hellbeck im Munzinger-Archiv (Artikelanfang frei abrufbar)